# Perriers-en-Beauficel

Perriers-en-Beauficel este o comună în departamentul Manche, Franța. În 1 ianuarie 2022 avea o populație de 207 de locuitori.